# Grogol Petamburan
Grogol Petamburan è un sottodistretto (in indonesiano: kecamatan) di Giacarta Occidentale, che a sua volta è una suddivisione di Giacarta, la capitale dell'Indonesia.

## Suddivisioni
Il sottodistretto è suddiviso in sette villaggi amministrativi (in indonesiano: kelurahan):
- Tomang
- Grogol
- Jelambar
- Jelambar Baru
- Wijaya Kusuma
- Tanjung Duren Utara
- Tanjung Duren Selatan